# دزد بغداد (فیلم ۱۹۴۰)
دزد بغداد (به انگلیسی: The Thief of Bagdad) یک فیلم فانتزی تاریخی محصول ۱۹۴۰، به تهیه‌کنندگی الکساندر کوردا و به کارگردانی مایکل پاول، لودویگ برگر و تیم ولان، با همکاری ویلیام کمرون مینزیز و برادران وینسنت کوردا و زولتن کوردا است. در این فیلم بازیگر کودک سابو، کنراد فایت، جان جاستین و جون دوپرز بازی می‌کنند. این اثر در ایالات متحده و انگلستان توسط یونایتد آرتیستس منتشر شد.